# Carel Bel

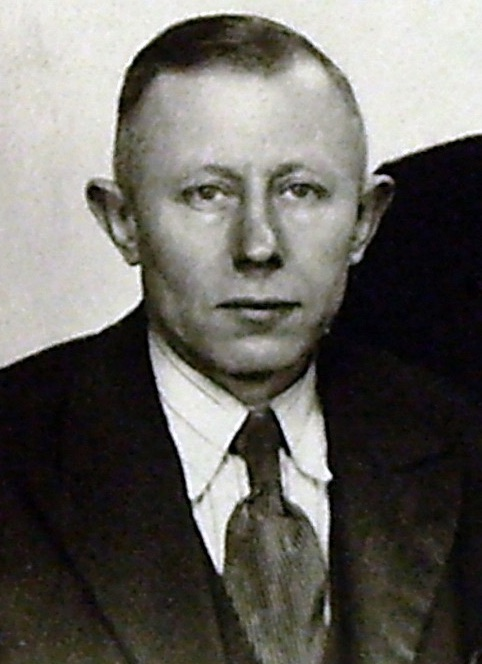
Carel Bel, ca. 1944/1945

Carel Bel (Ambt Doetinchem, 29 mei 1903 - Enschede, 19 mei 1981) was een klompenmaker in Boekelo en verzetsman in de Tweede Wereldoorlog.

## Eerste jaren in Boekelo
Carel Bel werd in 1903 geboren te Ambt Doetinchem (later Doetinchem) als zoon van Herman Bel (1874-1956), kleermaker en Willemina Grada (Mina) Dierssen (1878-1955) z.b.
Carel leerde het klompenmakersvak, "met de hand", bij Hendrik Ebbers van de "Bosboom" te Doetinchem. Op tweede Pinksterdag in het jaar 1927 fietste Carel vanuit Doetinchem via Borculo en Haaksbergen naar Boekelo, waar nog geen klompenmaker gevestigd was. Hij bouwde daarna met zijn broer Evert een werkplaats aan de Windmolenweg 51 tegenover de Landbouwbank en de Coöperatieve Melkinrichting. Carel vestigde zich officieel op 2 oktober 1928 te Boekelo, Gem. Lonneker (op 1 mei 1934 werd dit Gem. Enschede), aan de Windmolenweg 51 met een eigen Klompenmakerij. Hier maakte hij gemiddeld vijf paar klompen per dag, zonder hulp van machines. Hij was in die tijd in de kost bij de familie Harwich, op nr. 50, schuin tegenover de werkplaats. Hij trouwde op 4 maart 1932 te Doetinchem met Grada Ebbers, zij was dienstbode in Doetinchem-Stad, bij de familie Sachtleven (Groothandel in graan en zaden). Ze hadden elkaar leren kennen op de zangvereniging. Grada Wilhelmina (Grada) Ebbers (1902-1953) was een dochter van Bernard Ebbers (1868-1946), kleermaker / boer en Grada Willemina (Gerritjen) Bulten (1876-1953) z.b. Na het huwelijk op 4 maart 1932 te Doetinchem gingen zij aan de overzijde van de werkplaats wonen aan de Windmolenweg 34. Hier werden de vier kinderen Harry, Willemien, Ben en Carel geboren en groeiden er op.

## Oorlogsjaren

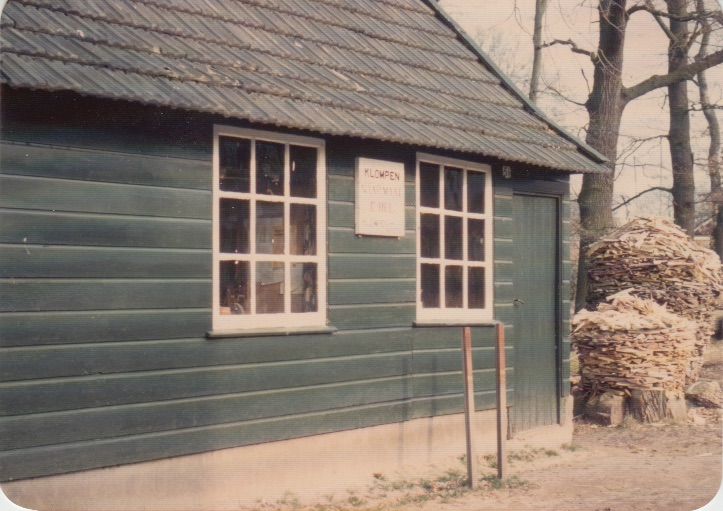
Klompenmakerij Bel

Tijdens de Tweede Wereldoorlog zat Carel in het verzet, hij had al vroeg in de oorlog nauwe contacten met Geerhard Hannink (aannemer te Usselo) die op zijn beurt weer in verbinding stond met de groep rond Leendert Overduin. in Enschede. Overigens heeft Carel nooit deelgenomen aan gewapende verzetsacties, hij was lid van de Nederlandse Binnenlandse Strijdkrachten (NBS, groepscommandant, niet strijdend gedeelte) en de Landelijke Organisatie voor hulp aan onderduikers (LO).
In het begin van de oorlog kreeg Carel contact met Duits-Joodse vluchtelingen, die bij Enschede de grens waren overgekomen sinds 1934 en vooral eind 1938, na de Kristallnacht. Zij waren na hun vlucht naar Nederland oorspronkelijk gehuisvest in de buurt van de Gasfabriek in Enschede, waarna later een Joodse textielfabrikant (Sigmund - Sig - Menko, de latere voorzitter van de Joodse Raad voor Enschede) een villa in Twekkelo ter beschikking stelde (Haimers's Esch aan de toenmalige Strootsweg, waar van 1938 tot 1942 het opleidingsinstituut Hachsjara Enschede was gevestigd. Het ging om een groep van 40 tot 60 jonge mensen.
In deze tijd woonden en werkten zij in de omgeving bij onder andere landbouwers; van één Joodse vluchteling (Manfred Strauss) is bekend dat deze bij de smid in Boekelo (Sachse) in opleiding was en later ondergedoken zat bij de familie Jan van der Veen. Ook volgden zij een opleiding als "Palestinapioniers". Na de razzia van 13 en 14 september 1941, werd steeds duidelijker wat de ware beweegredenen van de Duitse bezetter was, de 105 opgepakte mannen (merendeels Joden) werden naar Mauthausen gedeporteerd, waar al vrij snel de eerste overlijdensberichten van werden ontvangen.
Vanaf de tweede helft van 1942 werd de vervolging van de Joden door de Duitsers opgeschroefd. Veertien Joodse jongens die eerder in Haimer's Esch zaten, doken onder in een gat in de grond in de omgeving van Hof te Boekelo (omgeving Molenveld). De jonge mannen kochten regelmatig klompen bij Carel Bel (ze werkten bij landbouwers in de buurt), Carel was op de hoogte van het feit dat ze ondergedoken zaten, als klompenmaker fietste hij regelmatig in de omgeving op zoek naar geschikte bomen (wilgen en populieren) en kende daarom de omgeving op zijn duimpje. Ook zat in huize Bel sinds december 1942 een jong Joods meisje van drie jaar (Carry - Carolientje - de Vries uit Neede) ondergedoken. Haar vader was slager in Neede en kende daardoor veel mensen. Voor haar komst naar Boekelo, had ze in Wierden en Enter ondergedoken gezeten. Ze was zogenaamd een dochter van familie van Bel uit Rotterdam, waar het huis van was gebombadeerd.
Toen de Duitsers lucht kregen van de schuilplaatsen van de Joodse mannen en meer gingen patrouilleren, werd het te gevaarlijk voor ze om daar te blijven. Een groot aantal dook onder in een kippenhok bij een boerderij in de omgeving van de Boekelerhof. Vier van deze Duits-Joodse Palestinapioniers (Max Flaksbaum, Alfred Heijmann, Siegfried Lehmann en Abraham Bernhard Winzelberg), vonden eind 1942, begin 1943 een onderduikadres op de zolder van de werkplaats van Carel. Door verraad werd Carel met de vier jongens van begin twintig jaar oud, op woensdag 10 november 1943 om iets voor 08:00 uur opgepakt. Op die ochtend kwam de beruchte Jodenjager Jan van Limburg - alias Jan met de Kappen - het huis van Carel binnen (Jan van Limburg behoorde samen met Pieter Kaay, Antonie Berends en Keimpke de Groot tot de meest gevreesde Jodenjagers van Enschede en omstreken). De kinderen Bel en Carry waren boven op de slaapkamer aan het spelen, toen de oudste van de kinderen Bel Jan van Limburg hoorde vragen aan zijn moeder of er Joden in huis waren. Carry werd snel onder de dekens verstopt. Toen Jan met de Kappen achter de slaapkamerdeur keek en vroeg of ze met zijn vieren waren, riepen de kinderen Bel in koor: "Ja".

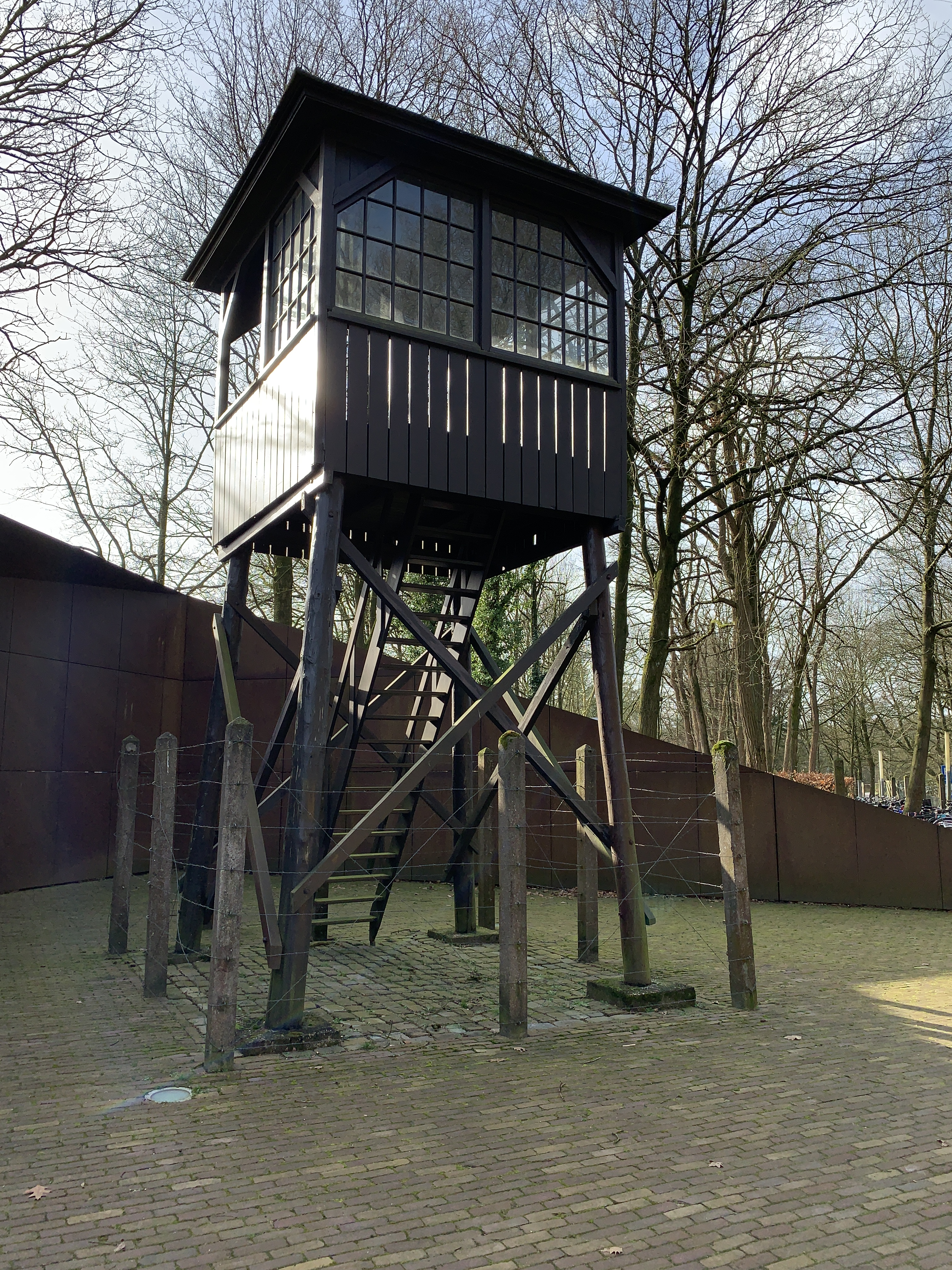
Kamp Amersfoort

Helaas werden de vier jonge mannen die boven de klompenmakerij ondergedoken zaten, wel gevonden. Zij werden door een zestal agenten gearresteerd en samen met Carel gedwongen in te stappen in een politiebus. Carry werd intussen door Grada via de achtertuin ondergebracht bij de buren, te weten de familie Sanderman, waarna ze dezelfde dag nog achter op de fiets door Dinie Hannink, toen 15 jaar oud, naar Lida Kempkes in Haaksbergen werd gebracht. Kort daarna is ze naar de de familie Weldink in de Esstraat in Enschede gebracht. Hier heeft ze het restant van de oorlog doorgebracht, waarbij ze later op dat adres (kortstondig en zonder het te weten) herenigd werd met haar tweelingzusje Mary.
Carel werd naar kamp Amersfoort (onder kampnummer P.D.A. 3226) gestuurd en overleefde de gruwelen in het kamp die werden gepleegd door onder andere Joseph Kotalla en Karl Peter Berg. Op 22 april 1944 werd Carel voor een aantal dagen opgenomen in de ziekenbarak. Vermoedelijk vanwege de uitputting en ontberingen. Kort daarna, op 15 mei 1944 kwam hij na zes maanden detentie weer vrij, was ernstig verzwakt, kaalgeschoren en ziek als gevolg van Hongeroedeem. Het feit dat Carel vrij kwam, was een kwestie van willekeur. Wellicht vond men dat zijn straf erop zat of had men andere beweegredenen: vele gevangenen werden namelijk gedeporteerd. Zelf zei hij hierover dat hij altijd zo min mogelijk probeerde op te vallen.
De vier jongens werden allen door de Duitsers vermoord, onder andere in Flossenbürg en Auschwitz. Het Joodse meisje Carry overleefde de oorlog, evenals haar familie: een jongere broer, tweelingzus, oudere zus en ouders. De kinderen Bel hadden geen weet van de Joodse jongens die ondergedoken zaten, tot de arrestatie van hun vader. Na de oorlog hoorden ze dat 's avonds wanneer het donker was, de ondergedoken jongens een luik konden openen en een ladder naar beneden konden schuiven om zo wat in het bos achter de werkplaats te kunnen lopen. Grada bracht de jongens het eten in een mand, waarbij het eten verstopt was onder aanmaakhoutjes die op een stapel naast de werkplaats opgestapeld lagen.
Carel bleek (naar later bleek) verraden door een jachtopziener (Klaas Albertus Johannes Buring, geboren te Stad-Hardenberg, 25 sept. 1902) uit Driene, die eerder ook opgepakt was door de Duitsers. Uit de verklaringen van Jan van Limburg over de arrestatie van Carel Bel komt de naam van de tipgever over het onderduikadres naar voren. Deze had als tegenprestatie voor het terugontvangen van een in beslag genomen jachtgeweer en een radio, de tip gegeven maar eens bij de klompenmaker Bel in Boekelo te gaan kijken naar ondergedoken Joden. Hij was ook op 9 september 1943 door Jan van Limburg gearresteerd vanwege het laten onderduiken van de Joodse student Mozes Rabbie bij hem thuis met een vals persoonsbewijs. Carel heeft altijd geweten wie hem verraden had, maar nooit zijn naam bij leven prijsgegeven. De naam van de verrader werd pas veel later duidelijk uit de geraadpleegde processen verbaal.
Carel en Grada hadden hier niets van geleerd. Tijdens het verblijf van Carel in het kamp, waren er ook onderduikers (Henk ? uit Velp en Gerrit Meerdink uit Rotterdam) die de tewerkstelling in Duitsland ontvluchtten en hielpen bij de verkoop van klompen van Bel en repareerden versleten klompen door verzoling, zodat er toch nog wat inkomen was. Gerrit was ± 30 jaar en kwam uit Rotterdam, was gehuwd, zoon van de tuinman van het kasteel te Ruurlo en vriend van Bertus Ebbers, een jongere broer van Grada. Hij was werkzaam geweest als butler op dit kasteel. Ook was er in de zomer van 1944 een koerierster in huis, Bep Snabel, uit Arnhem. Zij onderhield contacten tussen de verschillende onderduikgroepen rondom Enschede. Na de oorlog vertrok Bep naar Australië. De laatste oorlogswinter 1944/45 vond een Joods echtpaar, Simon van der Horst en korte tijd later ook zijn vrouw Helena Themans uit Steenwijk, een onderdak thuis bij de familie Bel op de zolder. Simon bewoog zich betrekkelijk vrij in de omgeving van Boekelo, vanwege een vals Persoonsbewijs onder de naam van Johannes Hessels. De familie Van der Horst bezat voorheen een textielwinkel, hadden een zoon (Menno). De winkel werd door de Duitsers geliquideerd in juli 1942 en Simon werd naar kamp Rouveen gestuurd, waarna hij vluchtte in augustus 1942 en met zijn familie onderdook, waaronder bij de familie Bel.
Eind januari 1945, werd de Canadese piloot, Milton "Milt" Eardley Jowsey (geboren 21 mei 1922) uit Ontario, squadron leader van het 442 squadron van de RCAF, in zijn jachtvliegtuig, een Supermarine Spitfire Mk.IXE, serial PT725, neergeschoten vlak over de Duitse grens, in de buurt van Ahaus, na een geslaagde bombardement missie. Milton was op zijn vlucht voor de Duitsers terechtgekomen bij een zomerhuisje in Buurse, waar een Duitse vrouw bleek te wonen (Emmy Baaker) en waar hij 3-4 dagen verbleef. Zij wist dat Carel te vertrouwen was vanwege zijn gevangenschap in Kamp Amersfoort en vroeg hem om hulp. Carel is met twee fietsen naar Buurse gefietst en samen zijn ze van Buurse naar Boekelo (ca. 10 km) binnendoor door de bossen en met onderlinge afstand van ca. 40 meter terug gefietst. Milton, die nog nooit had gefietst, heeft bij die gelegenheid snel leren fietsen, heeft ook hele stukken van de tocht gerend. Hij werd ondergebracht bij de familie (Gerard) Kamp op No 49 (het bedrijf in bouwmaterialen achter de klompenmakerij) in de turf- en kolenloods. Eveneens later in de oorlog, hielp Carel bij een wapendropping door geallieerde vliegtuigen in de buurt, bij het verstoppen van die wapens in Boekelo, o.a. bij Kamp en in eigen huis. De piloot Milton Jowsey zat tot de bevrijding van Boekelo op 1 april ondergedoken bij de familie Kamp en heeft (samen met zijn vrouw Mary) nog lang contact gehouden met de families Bel en Kamp.

## Na de oorlog
Carel en Grada Bel braken na de bevrijding van Boekelo op 1 april 1945 vrij snel met de “zogenaamde verzetsmensen”. Het ontdoen van haren bij jonge vrouwen die omgang hadden met Duitse soldaten, was voor hen een stap te ver, net als het feit dat sommige (zelfbenoemde) verzetsmensen zich al snel te buiten ging door ‘spullen’ van andere 'verdachte' mensen (sommigen waren onschuldig) af te nemen voor eigen gebruik en voor eigen rechter speelden. Dit was een gruwel in hun ogen, waar zij zich verre van hielden. Na de oorlog kreeg Bel een eenmalige uitkering als compensatie voor het door hem geleden leed in het kamp van de stichting 1940-1945. Hier kon hij een bromfiets van kopen.
Op 2 april 1945 werd "Jan met de Kappen" gearresteerd en gedetineerd in de Politieke strafgevangenis te Enschede. Carel Bel is nog getuige geweest in zijn strafproces. Op 6 mei 1947 werd Van Limburg door het bijzonder Gerechtshof te Arnhem ter dood veroordeeld wegens lidmaatschap van de N.S.B., de Nederlandse Volksdienst, het Rechtsfront, het samenwerken met de Sicherheitsdienst, het arresteren van vele Joden, waardoor deze in vernietigingskampen terecht kwamen en aldaar werden gedood en het zich schuldig maken aan ernstige politieke misdragingen. Bij Koninklijk Besluit van 9 april 1948 werd de doodstraf omgezet in een levenslange gevangenisstraf. Hij diende zijn straf uit in de Bijzondere Strafgevangenis te Leeuwarden. In 1956 volgde wederom strafvermindering. Deze werd toen vastgesteld op 17 jaar en 9 maanden. De intussen geestelijk en lichamelijk in zeer slechte toestand verkerende man werd later, na 1956 voorwaardelijk in vrijheid gesteld, onder de voorwaarde dat hij het grondgebied van Enschede nimmer meer mocht betreden. En dat was maar goed ook, want de haat onder de oud-verzetsstrijders was zo groot, dat hij zeker voor zijn leven te vrezen had. Op 14 januari 1960 kwam zijn vrouw Gerritje Weulink in Raalte te overlijden en in datzelfde jaar, op 22 augustus 1960 stierf ook Jan van Limburg, te Deventer, op 79-jarige leeftijd. (bron: Historisch Centrum Overijssel).
Tegenover zijn kinderen heeft Carel zich na de oorlog zeer weinig uitgelaten over de oorlog. Wel liet hij zich eens ontvallen dat veel NSB’ers in zijn ogen uit domheid of uit angst lid waren geworden. Hij had zijn overleven in het kamp – niet opvallen was het devies – te danken aan het Rode Kruis vertelde hij wel eens, sliep ook nog jarenlang tussen de middag in een jas die het kamp ook had overleefd. Aan de oprichting van een vereniging van oud-verzetsmensen wilde Carel (noch Jan van der Veen, een andere verzetsman uit Boekelo van de groep 'ds. Leendert Overduin') niet deelnemen. Argument van hen was, dat men elkaar dan zaken die in de oorlog mis waren gegaan kon gaan verwijten, omdat er soms slachtoffers gevallen waren door minder moedig gedrag van verzetsmensen. Teleurstelling was er bij Carel ook over de vrij snel naar voren komende politieke verschillen in Nederland. De samenwerking, maar vooral de saamhorigheid die Carel in de oorlog had ondervonden, zonder om te zien naar religie of afkomst was geweldig geweest en dat miste hij als verzetsman. Zijn hoop dat dit na de oorlog zou worden opgepakt door de politiek verantwoordelijke bestuurders bleek ijdel te zijn. Hij bleef de politieke ontwikkelingen wel volgen, maar hield zich buiten deze discussies. Toen er na de oorlog een discussie ontstond over de vrijlating van de "Drie van Breda" had Carel als reactie: “ze moeten het mij niet laten weten” wanneer ze vrijkomen. Hij was heel lang niet vergevingsgezind. Dat sleet wel, want in 1966 ging hij samen met zijn (tweede) vrouw, zoon en schoondochter voor een vakantie naar Oostenrijk. 
Carel en Grada zijn altijd zeer bescheiden geweest over hun bijdrage aan het verzet. Ze vonden het – net als vele verzetsmensen – vanuit hun (religieuze) overtuiging vanzelfsprekend  om 'het juiste te doen'. Pas sinds begin 21ste eeuw kwam er voor een breder publiek meer licht op hun bijdrage aan het verzet en werd hier meer ruchtbaarheid aan gegeven, niet in de laatste plaats doordat getuigenissen van de laatste nog levende getuigen gedeeld werden.
In 1948 ging Bel over op mechanisering van zijn klompenmakerij. Hierdoor ging de productie van het eigen model klomp omhoog. Voor aanvullende verkoop betrok Bel jarenlang beschilderde klompen van de firmanten Ebbers (Lammert) en Wassink (Bertus), uit Doetinchem. Lammert Ebbers was een neef van Grada Ebbers, Carels vrouw. Grada overleed op 31 juli 1953 op jonge leeftijd aan de gevolgen van leukemie. Carel hertrouwde op 21 december 1957, met Hermina (Mina) ten Hoopen, weduwe van Gerrit Jan Molenveld. Ze bracht drie kinderen binnen het gezin van Carel, waarvan er twee reeds getrouwd waren. Bel was jarenlang diaken in de kerkenraad van de NH kerk. Als hobby had hij een groentetuin en was hij imker met circa 22 bijenkasten.
Carel Bel bleef tot in 1977 klompen maken. Hij was in de wijde omgeving bekend vanwege zijn kunde om klompen op maat te maken. Dat Bel zijn vak verstaat, blijkt ook wel uit de vele prijzen die hij met wedstrijden won. Vanwege een ernstig ongeluk, waarbij hij een deel van zijn hand afzaagde, kwam er voor hem in 1977 een einde aan het klompenmaken "Ik geleuf dat 't nig meer geet". De verkoop van de klompen ging over naar de fa. Sachse te Boekelo. Carel overleed niet lang daarna, op 19 mei 1981.
In 2006 werd er een straat naar Carel Bel genoemd, in de nieuwe wijk 'de Blekerij' in Boekelo. In december 2022, kregen Carel en Grada Bel een postume erkenning van Yad Vashem als Rechtvaardigen Onder de Volkeren, de uitreiking hiervan vond plaats op 28 november 2024, in de Synagoge (Enschede) en in aanwezigheid van Carry, het Joods meisje wat ondergedoken had gezeten bij de familie Bel en de nazaten van Carel en Grada Bel.

## Afbeeldingen

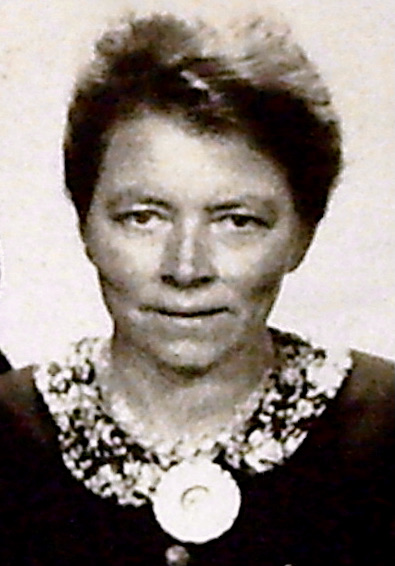
Grada Bel-Ebbers, ca. 1944/45
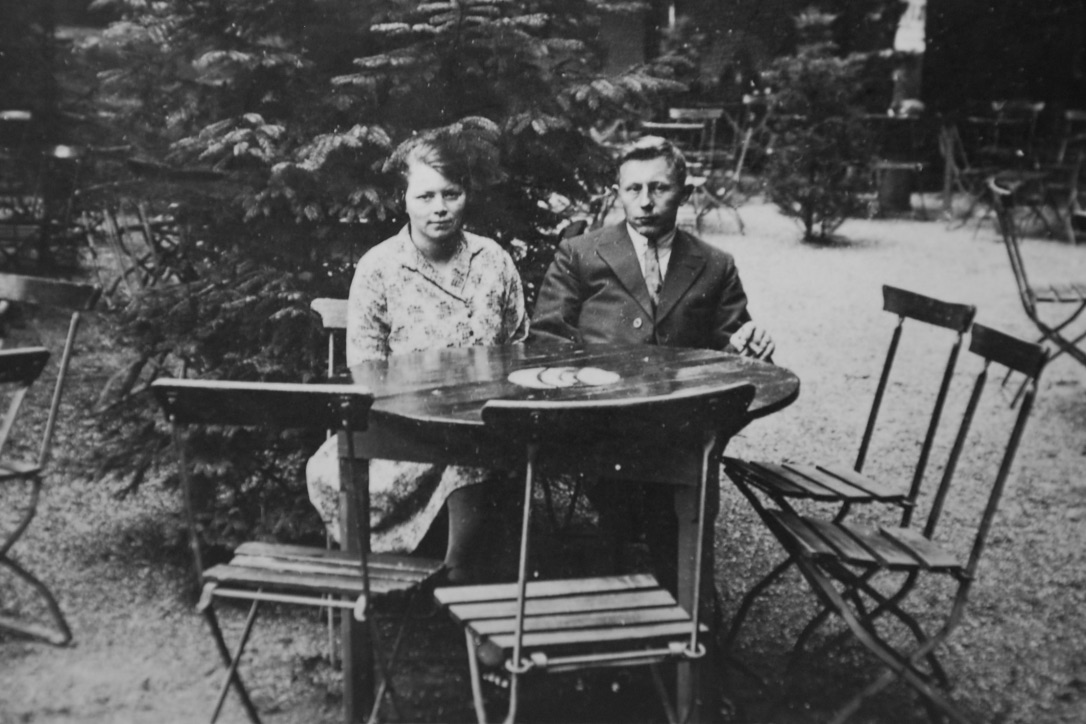
Carel en Grada Bel
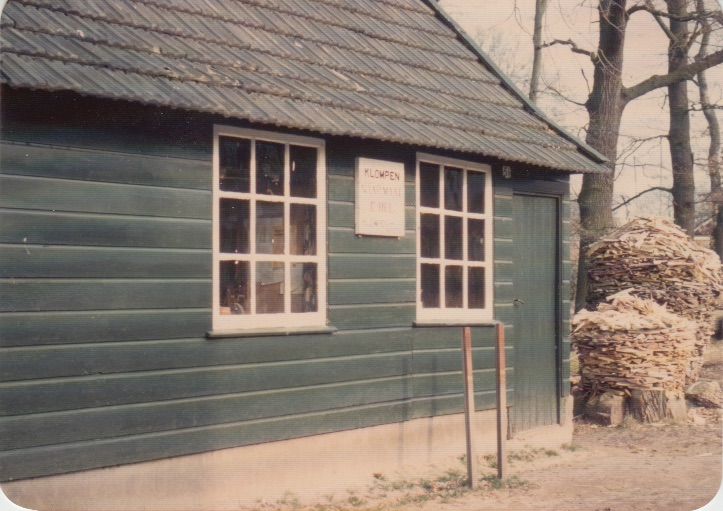
Klompenmakerij Bel, onderduikadres Palestinapioniers
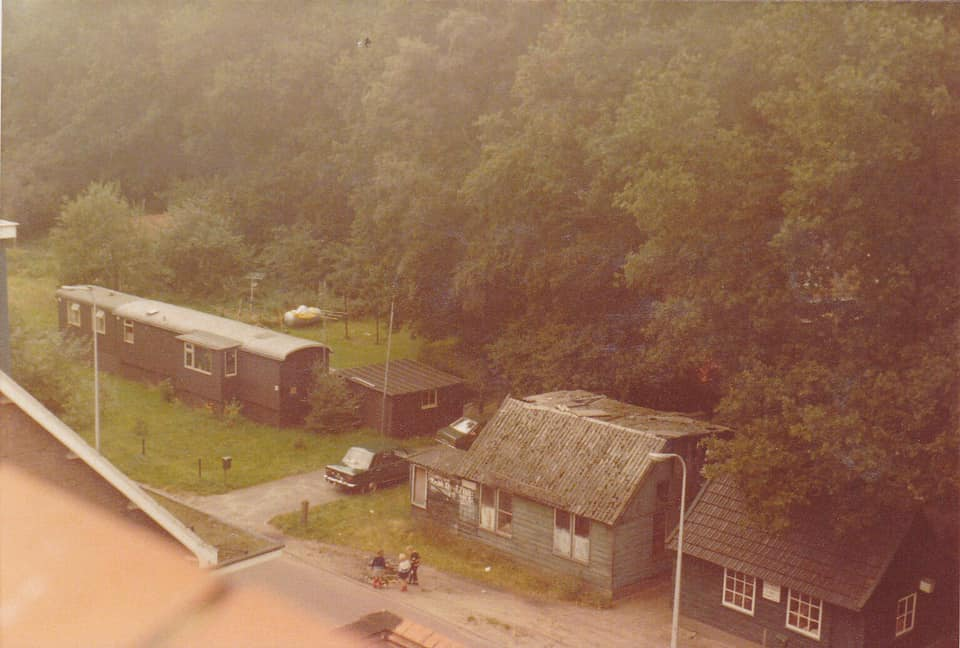
Windmolenweg thv nr. 34
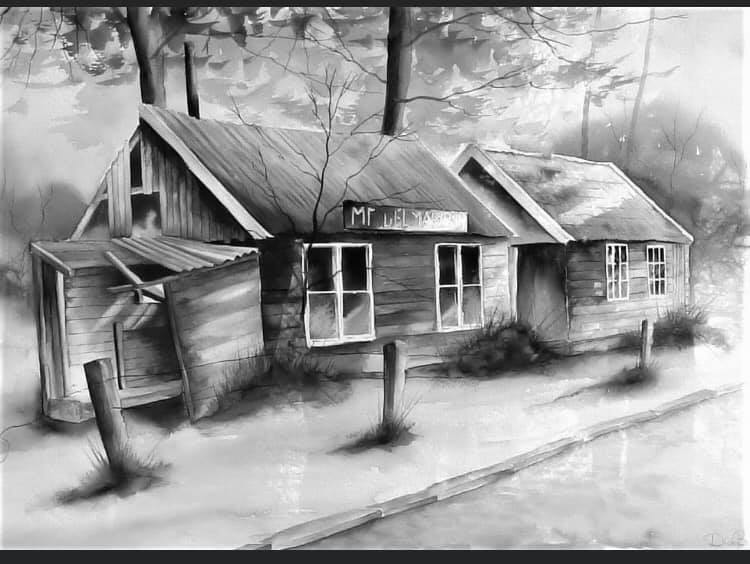
Schilderij werkplaats klompenmakerij
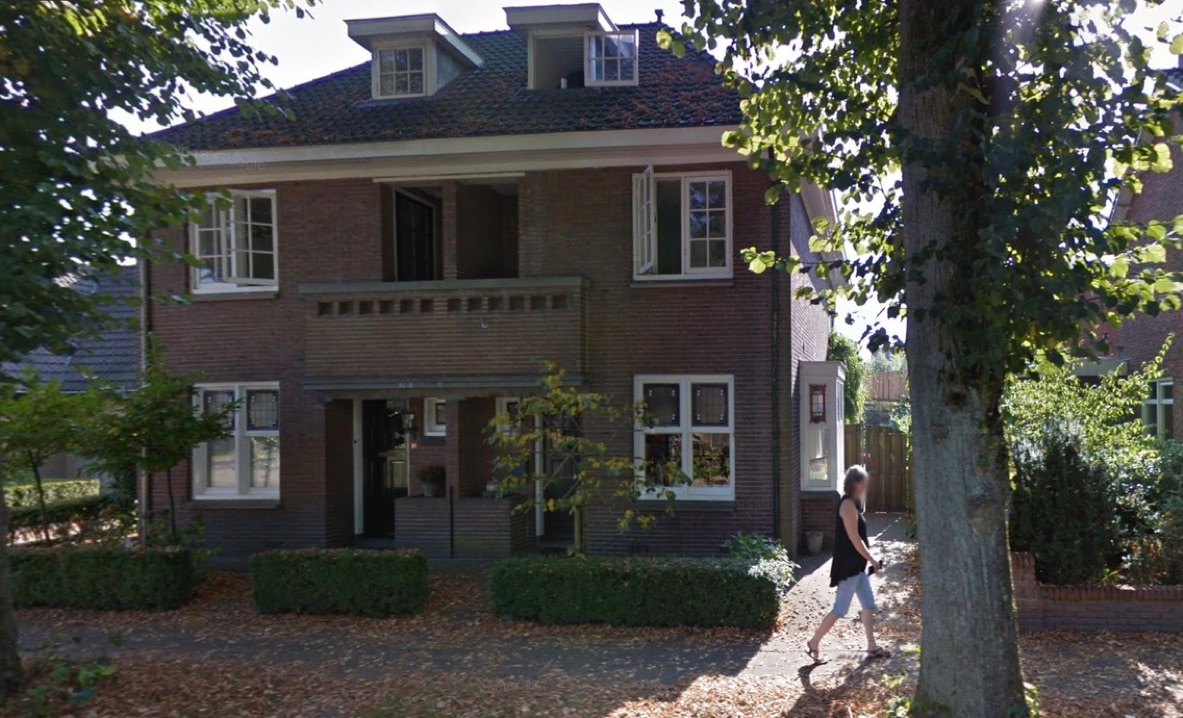
Windmolenweg 34, huis van familie Bel 1932-1981
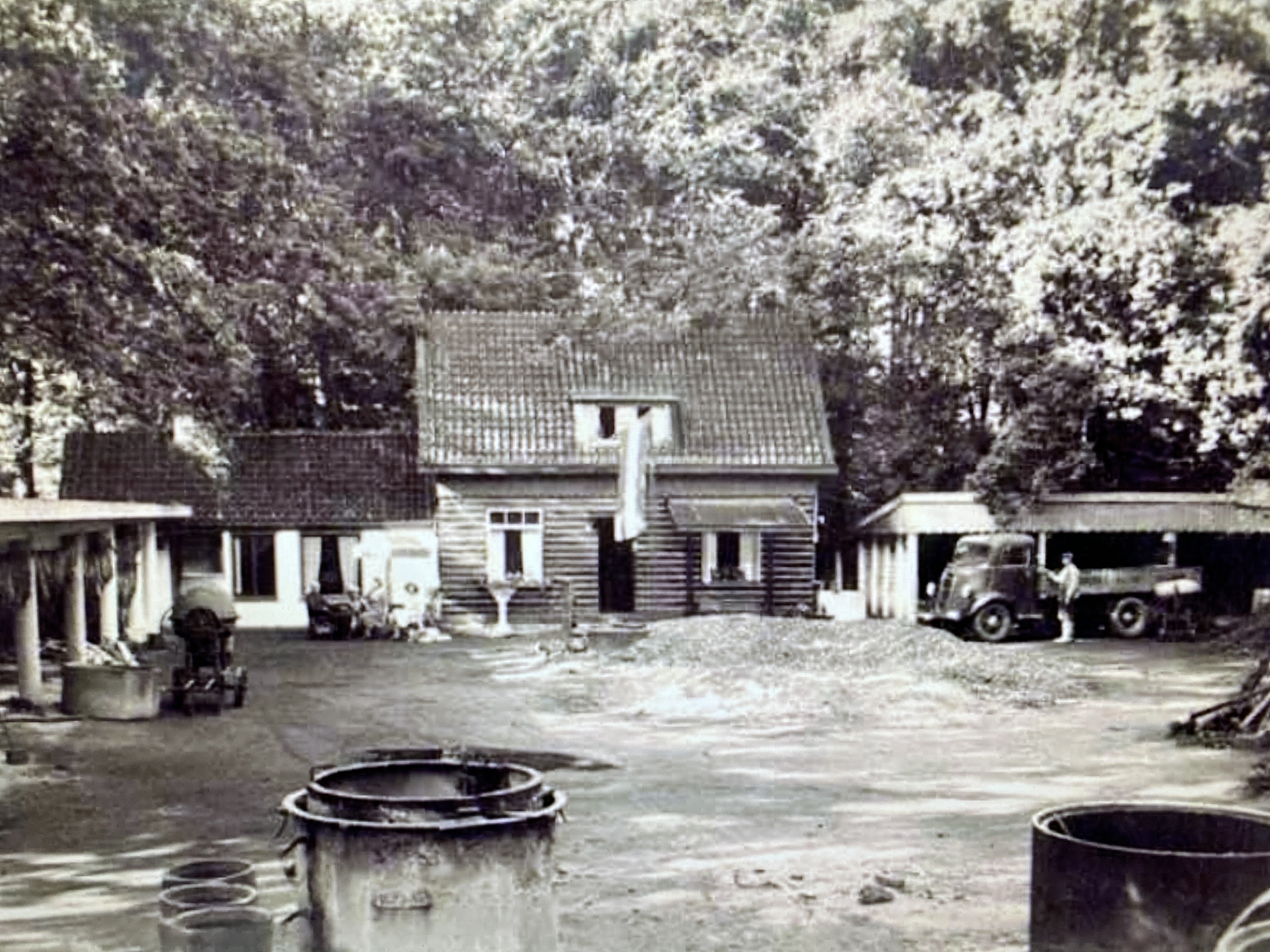
Fam. Kamp, onderduikadres Milton Jowsey
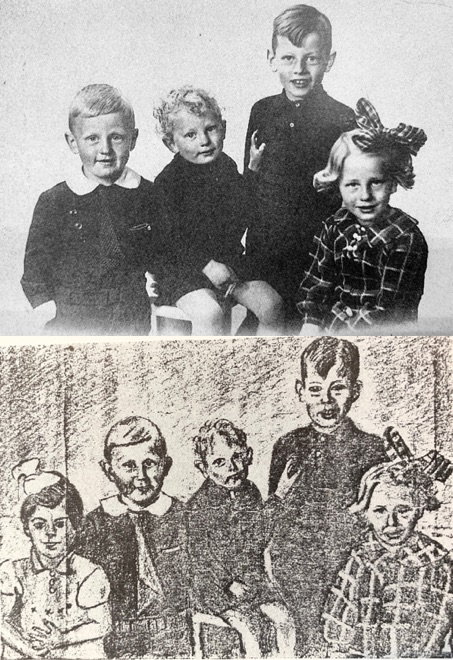
Tekening Kinderen Bel en Carry, Max Flaxbaum, ca. 1943
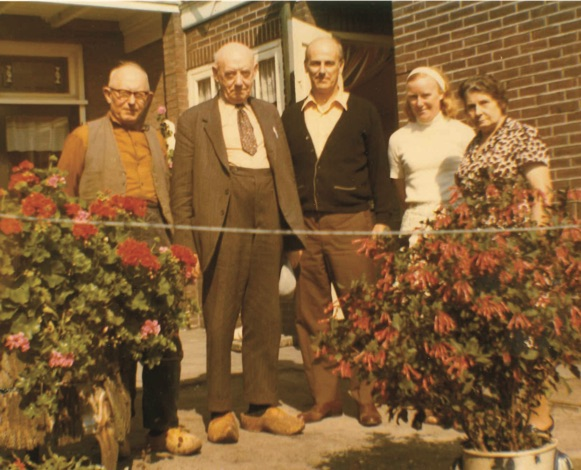
Carel Bel, Gerard Kamp, Milton Eardley "Milt" Jowsey, Jo Haafkes, Mina Bel-Ten Hoopen
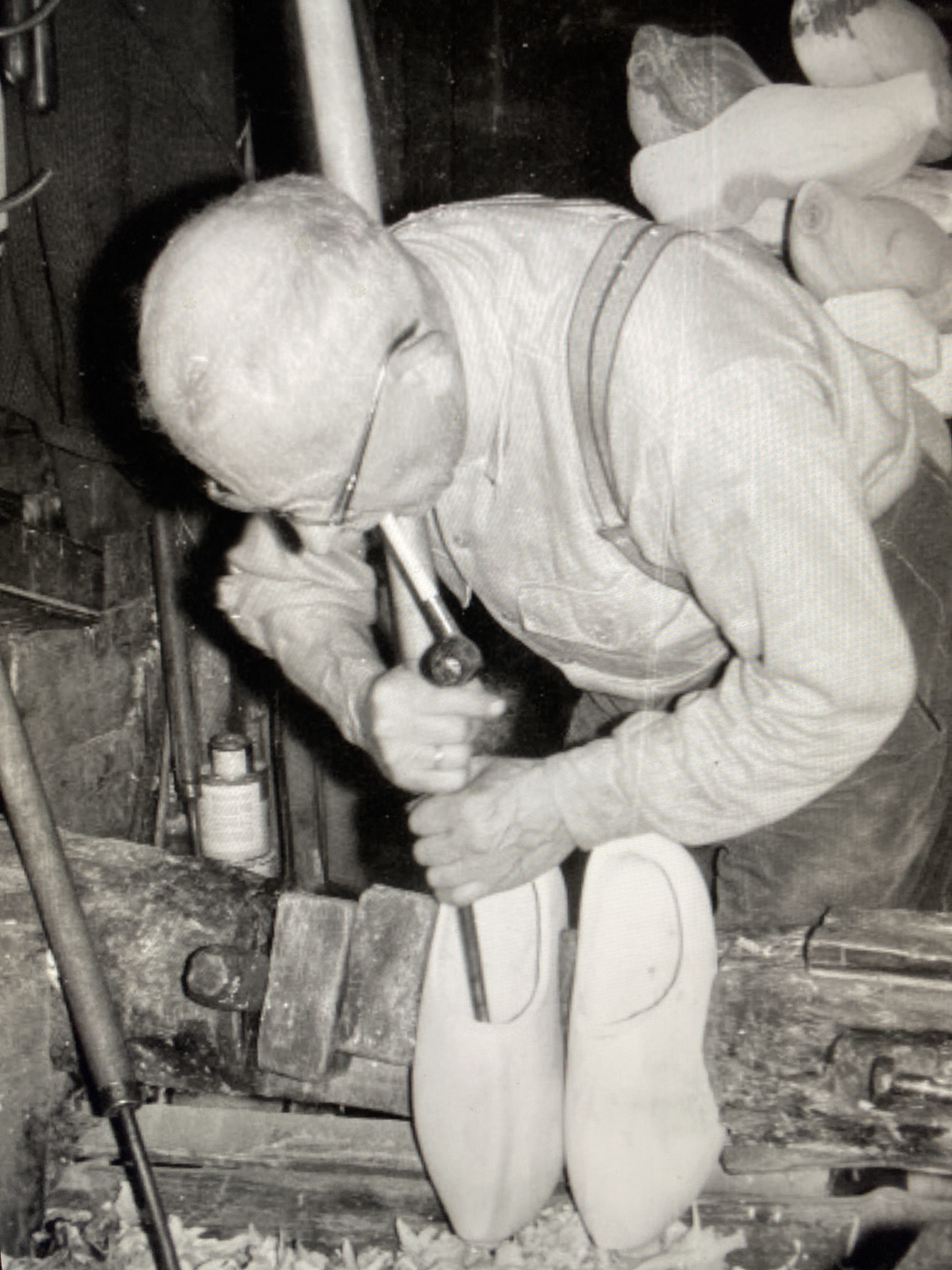
Carel Bel aan het klompenmaken
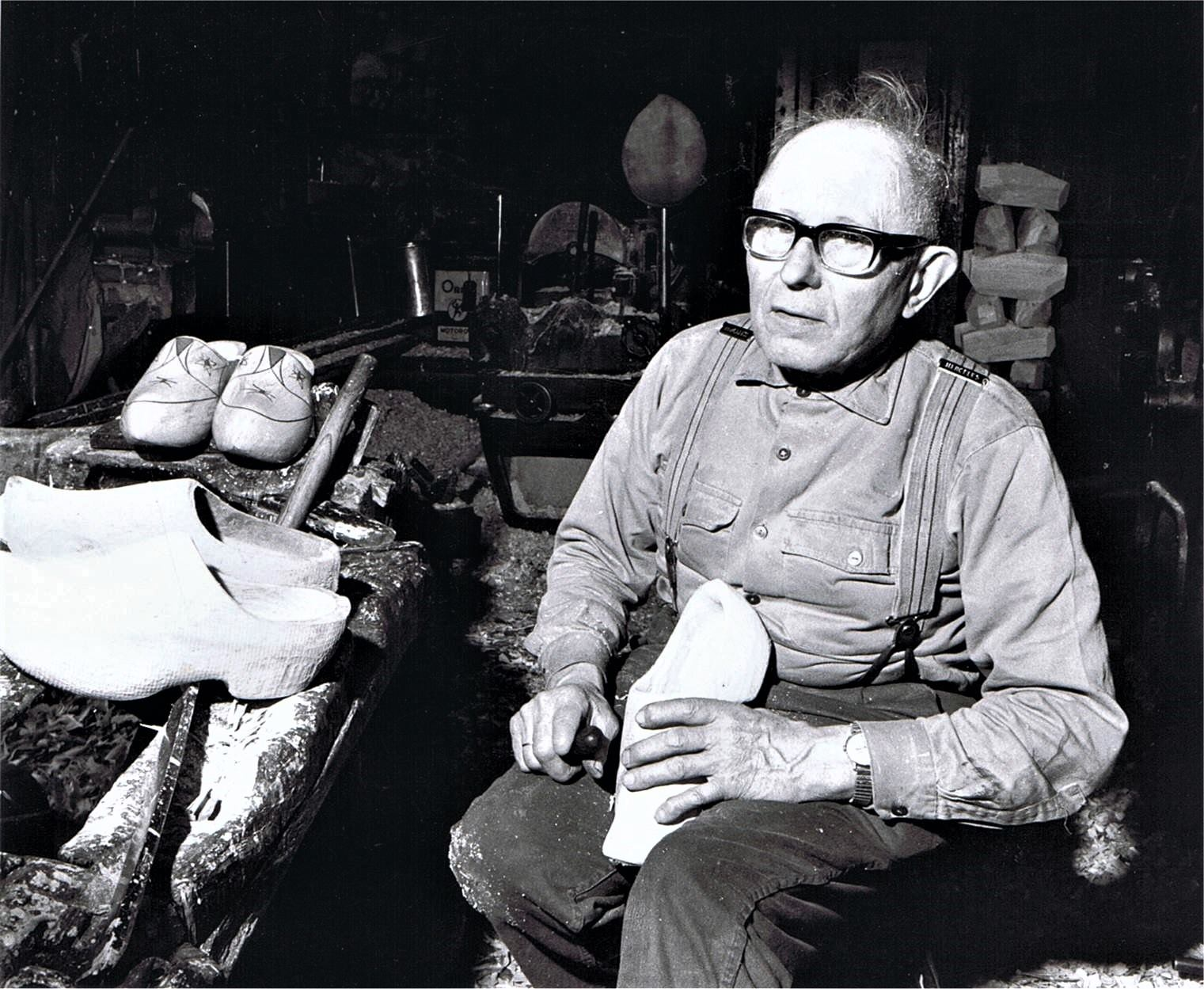
Boekelo, Carel Bel, Klompenmaker
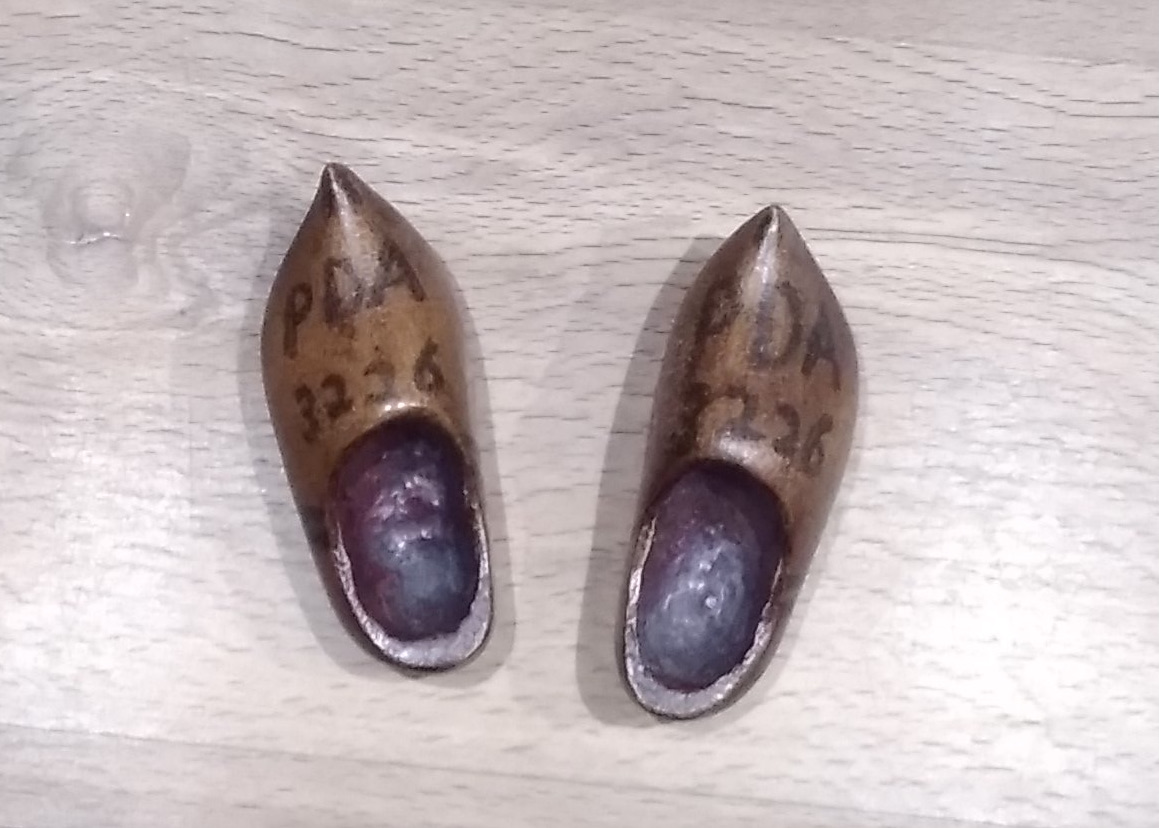
Klompjes, gemaakt in Kamp Amersfoort met Kampnummer